# Liste der Kulturdenkmäler in Altenburg (Alsfeld)
Die folgende Liste enthält die in der Denkmaltopographie ausgewiesenen Kulturdenkmäler auf dem Gebiet des Ortsteils Altenburg der  Stadt Alsfeld, Vogelsbergkreis, Hessen.
Hinweis: Die Reihenfolge der Denkmäler in dieser Liste orientiert sich an der Anschrift, alternativ ist sie auch nach der Bezeichnung, der vom Landesamt für Denkmalpflege vergebenen Nummer oder der Bauzeit sortierbar.
Kulturdenkmäler werden fortlaufend im Denkmalverzeichnis des Landes Hessen durch das Landesamt für Denkmalpflege Hessen auf Basis des Hessischen Denkmalschutzgesetzes (HDSchG) geführt. Die Schutzwürdigkeit eines Kulturdenkmals hängt nicht von der Eintragung in das Denkmalverzeichnis des Landes Hessen oder der Veröffentlichung in der Denkmaltopographie ab.

| Bild                                      | Bezeichnung                               | Lage | Beschreibung | Bauzeit   | Objekt-Nr. |
| ----------------------------------------- | ----------------------------------------- | --- | --- | --------- | ---------- |
| Bild gesucht BW                           | Altenburg                                 | Gesamtanlage Lage | |           | 12359 DDB  |
| Fachwerkwohnhaus                          | Fachwerkwohnhaus                          | Am Friedhof 2 LageFlur: 1, Flurstück: 16/1 | | 1707      | 13268 DDB  |
| Bild gesucht BW                           | Fachwerkwohnhaus                          | Am Friedhof 5 LageFlur: 1, Flurstück: 40/1 | |           | 13267 DDB  |
| Friedhof                                  | Friedhof                                  | Am Schloßberg o. Nr. LageFlur: 1, Flurstück: 33 | |           | 12368 DDB  |
| Fachwerkwohnhaus                          | Fachwerkwohnhaus                          | Am Schloßberg 7 LageFlur: 1, Flurstück: 309 | |           | 13270 DDB  |
| Bild gesucht BW                           | Wohnhaus                                  | Am Schlossberg 9 LageFlur: 1, Flurstück: 310/5 | |           | 227224 DDB |
| Fachwerkwohnhaus, zwei Wirtschaftsgebäude | Fachwerkwohnhaus, zwei Wirtschaftsgebäude | Am Schloßberg 11 LageFlur: 1, Flurstück: 314/2 | |           | 13271 DDB  |
| Hofanlage                                 | Hofanlage                                 | Am Schloßberg 13 LageFlur: 1, Flurstück: 315/8 | |           | 13272 DDB  |
| weitere Bilder                            | Schloß Altenburg                          | Am Schloßberg 28/32, Am Schloßberg LageFlur: 1, Flurstück: 6/1, 6/2, 6/3, 7/3                                                                                         | |           | 13273 DDB  |
| weitere Bilder                            | Schlosskirche                             | Am Schloßberg 34 LageFlur: 1, Flurstück: 8/1 | | 1748–1750 | 13274 DDB  |
| Fachwerkwohnhaus                          | Fachwerkwohnhaus                          | An der Mühlwiese 1 LageFlur: 1, Flurstück: 113/36 | Zweigeschossiges, aus Eifa transloziertes Fachwerkwohnhaus in einem konstruktiven Gerüstraster des ersten Drittel des 19. Jahrhunderts am Beginn des Weges. Die Statik des Fachwerkgerüstes verfestigen Stockwerkstreben, die mit einem einfachen Riegel versehen sind. An der traufseitig erschlossenen Fassade findet sich im Obergeschoss ein angedeutetes Tannenbaummotiv aus kurzen Hölzern. |           | 13275 DDB  |
| Fachwerkwohnhaus                          | Fachwerkwohnhaus                          | An der Mühlwiese 4 LageFlur: 1, Flurstück: 116/11 | |           | 13279 DDB  |
| Hofanlage                                 | Hofanlage                                 | Erbsengasse 24 LageFlur: 1, Flurstück: 58/4 | | 1757      | 13276 DDB  |
| Fachwerkwohnhaus                          | Fachwerkwohnhaus                          | Erbsengasse 26 LageFlur: 1, Flurstück: 60/1 | |           | 13278 DDB  |
| Fachwerkwohnhaus                          | Fachwerkwohnhaus                          | Erbsengasse 28 LageFlur: 1, Flurstück: 62/5 | | 1813      | 13277 DDB  |
| Hofanlage                                 | Hofanlage                                 | Keidelsweg 9 LageFlur: 1, Flurstück: 198/4 | |           | 13280 DDB  |
| Fachwerkwohnhaus                          | Fachwerkwohnhaus                          | Keidelsweg 10 LageFlur: 1, Flurstück: 167 | | 1778      | 13281 DDB  |
| Bahnwärterhäuschen                        | Bahnwärterhäuschen                        | Keidelsweg 13 LageFlur: 1, Flurstück: 205/1 | |           | 13282 DDB  |
| Mühle                                     | Mühle                                     | Lauterbacher Straße 3 LageFlur: 1, Flurstück: 128, 129/2, 401, 402/4                                                                                                  | |           | 13284 DDB  |
| Fachwerkwohnhaus                          | Fachwerkwohnhaus                          | Lauterbacher Straße 7 LageFlur: 1, Flurstück: 124 | |           | 13285 DDB  |
| Fachwerkwohnhaus                          | Fachwerkwohnhaus                          | Lauterbacher Straße 10 LageFlur: 1, Flurstück: 429/1 | |           | 13286 DDB  |
| Fachwerkwohnhaus                          | Fachwerkwohnhaus                          | Lauterbacher Straße 15/15A LageFlur: 1, Flurstück: 115/7, 115/8 | | 1678      | 13287 DDB  |
| Fachwerkwohnhaus                          | Fachwerkwohnhaus                          | Lauterbacher Straße 17 LageFlur: 1, Flurstück: 113/31 | | 1790      | 13288 DDB  |
| Fachwerkwohnhaus                          | Fachwerkwohnhaus                          | Lauterbacher Straße 19 LageFlur: 1, Flurstück: 113/34 | |           | 13289 DDB  |
| Fachwerkwohnhaus und Scheune              | Fachwerkwohnhaus und Scheune              | Lauterbacher Straße 22 LageFlur: 1, Flurstück: 100/6 | | 1793      | 13290 DDB  |
| Bild gesucht BW                           | Ehemaliges Spritzenhaus                   | Lauterbacher Straße 25 LageFlur: 1, Flurstück: 85/1 | | 1832      | 449786 DDB |
| Fachwerkwohnhaus                          | Fachwerkwohnhaus                          | Lauterbacher Straße 27 LageFlur: 1, Flurstück: 84/5 | |           | 13291 DDB  |
| Hofanlage                                 | Hofanlage                                 | Lauterbacher Straße 35 LageFlur: 1, Flurstück: 79/2 | |           | 13292 DDB  |
| Tagelöhnerhaus                            | Tagelöhnerhaus                            | Schloßbergstraße 4 LageFlur: 1, Flurstück: 301/2 | |           | 13293 DDB  |
| Wohnhaus                                  | Wohnhaus                                  | Schloßbergstraße 6 LageFlur: 1, Flurstück: 302/2 | |           | 13294 DDB  |
| Schule                                    | Schule                                    | Stockwiesenweg 2 LageFlur: 1, Flurstück: 137/3 | |           | 13295 DDB  |
| Wirtschaftsgebäude                        | Wirtschaftsgebäude                        | Wehrgasse 7 LageFlur: 1, Flurstück: 117/1 | Gegenüber der Herrenmühle erhebt sich ein Wirtschaftsgebäude, das heute als Wohnhaus benutzt wird. Es diente zur Zeit seiner Entstehung, die kurz nach dem Errichten der Mühle um 1820 anzusiedeln ist, als Lagergebäude. Kulturdenkmal aus sozialgeschichtlichen Gründen. |           | 13296 DDB  |
| Herrenmühle                               | Herrenmühle                               | Wehrgasse 10, Schwalm, Mühlgraben, Keidelsweg, Herrenmühle LageFlur: 1, Flurstück: 154/2, 329/46, 338/8, 386, 391/1, 392/1, 393/1, 393/2, 394/2, 394/3, 395, 398, 400 | Die bis in das Mittelalter Erwähnung findende Herrenmühle, heute ein großdimensioniertes Fachwerkgebäude aus dem Jahr 1818 setzt in der Niederung der Schwalm einen wichtigen städtebaulichen Akzent. Die Fassade des dreigeschossigen Haus wird von einer regelmäßigen Fachwerkkonstruktion aus doppelt verriegelten 3/4-Streben an den Eck- und Bundständern geprägt. Abgeschlossen wird das Gebäude von einem Satteldach, das im unteren Bereich mit Gauben versehen ist. Im Firstbereich ragt eine Art Halbgeschoß aus dem Hauptdach heraus. |           | 13297 DDB  |